# Міні-бар

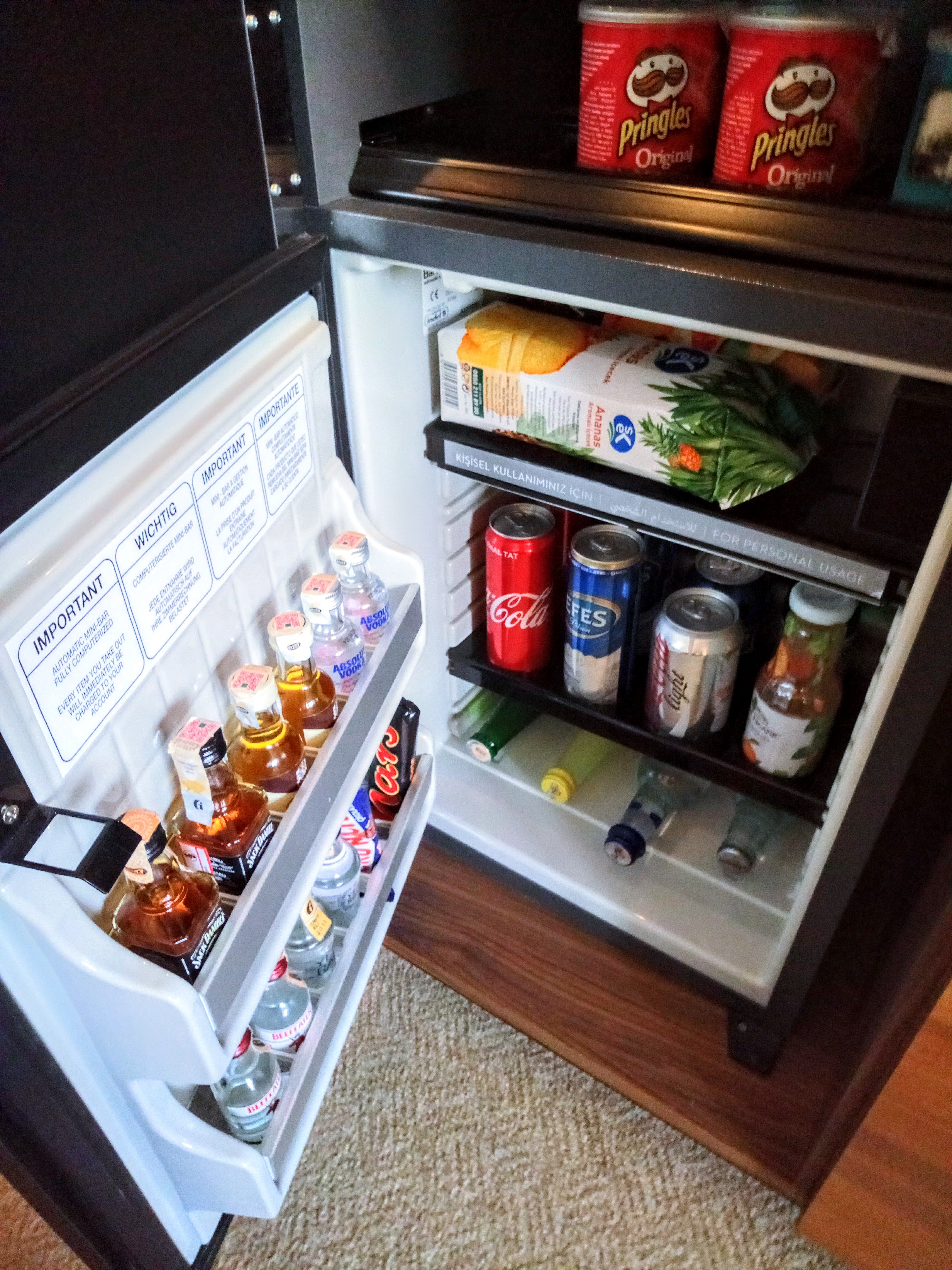
Міні-бар із холодильником у готелі Grand Hyatt, наповнений напоями. Цей міні-бар розпізнає, коли з нього виймають напій, і миттєво стягує плату з гостя, навіть якщо напій не спожито.

Міні-бар — це невеликий холодильник, зазвичай абсорбційний, у готельному номері або каюті круїзного лайнера. Персонал готелю наповнює його напоями та закусками, які гість може придбати під час перебування в готелі. У ньому ведеться точний облік товарів з прейскурантом цін. За спожиті товари з гостя стягується плата при виїзді з готелю. Деякі новіші міні-бари використовують інфрачервоні або інші автоматизовані методи реєстрації покупок. Вони фіксують виймання товару і одразу списують кошти з кредитної картки гостя, навіть якщо цей товар не був спожитий. Це робиться для того, щоб запобігти втраті продукту, крадіжкам і недоотриманим доходам.  
У міні-барі зазвичай є невеликі пляшки алкогольних напоїв, соки, вода в пляшках і безалкогольні напої. Там також можуть бути цукерки, печиво, крекери та інші дрібні закуски. Ціни, як правило, дуже високі порівняно з аналогічними товарами, придбаними в магазині, оскільки гість платить за зручність безпосереднього доступу, а також за утримання бару. Ціни варіюються, але зазвичай одна банка безалкогольного напою коштує 6-10 доларів США. Через зручність обслуговування в номерах і міні-бару, ціни, що стягуються з відвідувача, набагато вищі, ніж у ресторані готелю або в кав'ярні. Оскільки преміальна вода в пляшках стала популярною серед гостей з 2000-х років, існує «навколишнє розміщення» таких платних продуктів за межами міні-бару і в полі зору гостей; наприклад, «якщо розмістити [бутильовану] воду на тумбочках біля ліжка, вночі люди, швидше за все, візьмуть її, ніж вставатимуть, щоб набрати склянку води». 
Перший у світі міні-бар був запроваджений у гонконгському готелі Hilton менеджером Робертом Арнольдом у 1974 році  За кілька місяців після його запровадження продажі напоїв у номерах зросли на 500%, а загальний річний дохід гонконгського готелю Hilton збільшився на 5%. Наступного року група Hilton поширила концепцію міні-бару на всі свої готелі. 